# Rézbarna földibagoly
A rézbarna földibagoly (Chersotis cuprea)  a rovarok (Insecta) osztályának a lepkék (Lepidoptera) rendjéhez, ezen belül a bagolylepkefélék (Noctuidae) családjához tartozó faj.

## Elterjedése
Széles körben elterjedt Európában, de a hegyekben is megtalálható 2000 méteres magasságig. Szibériában, Kínában és Japánban, Tibetben is megfigyelték. Németországban a Vörös Listán szereplő, veszélyeztetett faj.

## Megjelenése
- lepke: szárnyfesztávolsága:  32–40 mm. Az első szárnyak alapszíne réz-színű, vagy vörösesbarna, innen kapta a lepke a nevét.A fajok nagy változékonyságot mutatnak az alapszínben (nincs különbség az alap-, közép- szegélymező  színe között).A sötét színű változata az Alpok lábánál, a Sváb és a Francia Jura-hegységben és a Balkán-félszigeten alfaj palustris néven, Osthelder írta le 1927-ben.
- pete:  ovális, először sárgás-fehér színű, kikelés előtt szürke.
- hernyó:  szürkés-barna színű, oldalán fényes vonalakkal és sötét csíkokkal.

## Életmódja
- nemzedék: július elején szeptember közepén rajzik.
- hernyók tápnövényei: Cirsium, Asteraceae, Vaccinium myrtillus

## Alfajok
- Chersotis cuprea cuprea (Denis & Schiffermüller, 1775)
- Chersotis cuprea schaeferi Boursin, 1954, Tibet
- Chersotis cuprea japonica (Warnecke, 1940), Japán

## Fordítás
- Ez a szócikk részben vagy egészben  a   Kupfereule című német Wikipédia-szócikk fordításán alapul.  Az eredeti cikk szerkesztőit annak laptörténete sorolja fel. Ez a jelzés csupán a megfogalmazás eredetét és a szerzői jogokat jelzi, nem szolgál a cikkben szereplő információk forrásmegjelöléseként.